# Best Love Song
Best Love Song ist ein Lied des US-amerikanischen Contemporary-R&B-Musikers T-Pain im Duett mit Chris Brown. Es wurde am 22. März 2011 als erste Single aus T-Pains viertem Studioalbum Revolver veröffentlicht. Nach dem Erscheinen erreichte er Platz 33 in den Billboard Hot 100 sowie Rang 40 im Vereinigten Königreich, wohingegen er in Deutschland nicht in die Charts einstieg.

## Hintergrund
Das Lied wurde am 22. März 2011 als erste Single des Albums Revolver veröffentlicht, welches im Dezember desselben Jahres erschien. Vorausgegangen waren der Single die drei Promo-Tonträger „Take Your Shirt Off“, „Reverse Girl“ und „Rap Song“, welche letztlich jedoch nicht auf der Titelliste des Albums zu finden waren. Geschrieben wurde der Titel von T-Pain, Brown und Tramaine Winfrey, der unter seinem Künstlernamen Young Fyre auch als Produzent des Liedes fungierte.
Am 7. Februar veröffentlichte T-Pain auf seiner Twitter-Seite die Lieder „Best Love Song“ und „Separated“. Dabei leakte er sie, da zuvor bereits einige Ausschnitte mit schlechter Qualität ins Internet gelangt waren. Dabei bemängelte er auch den fehlenden Respekt für „diese Art von Kunst“.

## Musikvideo
Am 25. Mai 2011 wurde das Musikvideo, bei dem Erik White Regie führte, erstmals gezeigt. Die Premiere fand bei Vevo statt. In dem Clip geht es um ein Mädchen, was sowohl Brown als auch T-Pain versuchen, zu beeindrucken. Nach einer Anfangssequenz, in der sich beide mit ihr unterhalten, spielt sich der Hauptteil des Videos auf einer Bühne ab, wo die beiden Musiker zusammen einen Auftritt haben. Ihre Angebetete, welche im Publikum mit anderen Zuschauern tanzt, verlässt am Ende des Clips jedoch mit einem fremden Mann den Club.

## Kommerzieller Erfolg

### Charts und Chartplatzierungen
In Deutschland, der Schweiz und in Österreich stieg das Lied nicht in die Charts ein. In Großbritannien erreichte der Titel Platz 40 der offiziellen Charts, in denen es sich insgesamt zwei Wochen lang halten konnte. In den Billboard Hot 100 platzierte er sich auf Position 33, den Einstieg in die Hot R&B/Hip-Hop Songs schaffte er jedoch nicht.
| ChartsChartplatzierungen       | Höchstplatzierung | Wochen |
| ------------------------------ | ----------------- | ------ |
| Vereinigtes Königreich (OCC)   | 40 (2 Wo.)        | 2      |
| Vereinigte Staaten (Billboard) | 33 (20 Wo.)       | 20     |

### Auszeichnungen für Musikverkäufe
| Land/Region       | Auszeichnungen für Musikverkäufe (Land/Region, Auszeichnung, Verkäufe) | Verkäufe |
| ----------------- | ---------------------------------------------------------------------- | -------- |
| Australien (ARIA) | Gold                                                                   | 35.000   |
| Insgesamt         | 1× Gold ·                                                              | 35.000   |

Hauptartikel: Chris Brown (Sänger)/Auszeichnungen für Musikverkäufe